# Fluminense Football Club 2023-2024 (pallavolo femminile)
Questa voce raccoglie le informazioni riguardanti il Fluminense Football Club nella stagione 2023-2024.

## Stagione
Il Fluminense Football Club non utilizza alcuna denominazione sponsorizzata nella stagione 2023-24.
Partecipa alla Superliga Série A ottenendo il sesto posto in regular season: ai play-off scudetto viene eliminato ai quarti di finale dal Minas, terminando quindi al sesto posto finale. In Coppa del Brasile, dopo aver sconfitto l'Osasco ai quarti di finale, viene estromesso dal torneo dal Minas in semifinale.
Disputa inoltre la finale del Campionato Carioca, persa contro il Rio de Janeiro.

## Organigramma societario
Area direttiva
- Presidente: Mário Bittencourt

Area tecnica
- Allenatore: Guilherme Schmitz
- Secondo allenatore: Marcelo Freitas
- Assistente allenatore: Abel Martins
- Preparatore atletico: Rafael Jesus

Area sanitaria
- Fisioterapista: Gabriel Alves

## Rosa
| N° | Nome                | Ruolo | Data di nascita  | Nazionalità sportiva |
| -- | ------------------- | ----- | ---------------- | -------------------- |
| 1  | Lara Filomeno       | C     | 11 febbraio 1989 | Brasile              |
| 2  | Istefani Cosme      | P     | 24 marzo 2003    | Brasile              |
| 3  | Carolina Donatiello | P     | 23 maggio 2004   | Brasile              |
| 4  | Daniela Seibt       | C     | 17 aprile 2000   | Brasile              |
| 5  | Pietra Jukoski      | S     | 4 maggio 1998    | Brasile              |
| 7  | Claire Felix        | C     | 27 gennaio 1995  | Stati Uniti          |
| 8  | Juma da Silva       | P     | 17 gennaio 1993  | Brasile              |
| 9  | Camila Leite        | C     | 25 luglio 1988   | Brasile              |
| 10 | Stephany Morete     | S     | 30 agosto 2003   | Brasile              |
| 11 | Priscila Heldes     | P     | 27 marzo 1992    | Brasile              |
| 12 | Paula Mohr          | S     | 23 aprile 1994   | Brasile              |
| 13 | Ariane Teixeira     | O     | 27 dicembre 1996 | Brasile              |
| 14 | Elina Rodríguez     | S     | 11 febbraio 1997 | Argentina            |
| 15 | Aleksandra Uzelac   | S     | 27 luglio 2004   | Serbia               |
| 16 | Vanessa Janke       | S     | 8 marzo 1991     | Brasile              |
| 17 | Camila Barbosa      | C     | 17 gennaio 1988  | Brasile              |
| 18 | Stefanie Tarraga    | L     | 25 maggio 2002   | Brasile              |
| 19 | Maila Ribeiro       | L     | 6 maggio 2005    | Brasile              |
| 20 | Letícia Moura       | L     | 8 maggio 2003    | Brasile              |

## Mercato
| Acquisti                               | Acquisti            | Acquisti            | Acquisti   |
| R.                                     | Nome                | da                  | Modalità   |
| -------------------------------------- | ------------------- | ------------------- | ---------- |
| C                                      | Camila Barbosa      | Brasília            | definitivo |
| P                                      | Carolina Donatiello | Pinheiros           | definitivo |
| C                                      | Claire Felix        | RC Cannes           | definitivo |
| P                                      | Priscila Heldes     | Minas               | definitivo |
| S                                      | Vanessa Janke       | Praia Clube         | definitivo |
| C                                      | Camila Leite        | Tandara Caixeta     | definitivo |
| S                                      | Paula Mohr          | Pinheiros           | definitivo |
| O                                      | Ariane Teixeira     | Praia Clube         | definitivo |
| S                                      | Aleksandra Uzelac   | Železničar Lajkovac | definitivo |
| Trasferimenti nel corso della stagione |                     |                     |            |
| P                                      | Istefani Cosme      | Pinheiros           | definitivo |

- Maila Ribeiro, L, promossa dal settore giovanile.

| Cessioni | Cessioni           | Cessioni       | Cessioni |
| R.       | Nome               | a              | Modalità |
| -------- | ------------------ | -------------- | -------- |
| S        | Mayara Barcelos    | Osasco         | Brasile  |
| S        | Gabriela Cândido   | Bauru          | Brasile  |
| P        | Maria Carvalhaes   | Barueri        | Brasile  |
| O        | Kimberlly de Brito | Rio de Janeiro | Brasile  |
| C        | Lays de Freitas    | Pinheiros      | Brasile  |
| C        | Larissa Gongra     | Bauru          | Brasile  |
| O        | Bruna Moraes       | Pinheiros      | Brasile  |
| P        | Amanda Sehn        | Pinheiros      | Brasile  |

## Risultati

### Superliga Série A

#### Girone di andata
| 1ª giornata - 11 novembre 2023 Ginásio Poliesportivo José Corrêa, Barueri | Barueri     | 0 - 3 | Fluminense     | 23-25, 23-25, 19-25               |
| 2ª giornata - 15 novembre 2023 Ginásio da Hebraica, Rio de Janeiro        | Fluminense  | 3 - 0 | Pinheiros      | 25-22, 25-18, 25-18               |
| 3ª giornata - 22 novembre 2023 Ginásio Poliesportivo Paulo Skaf, Bauru    | Bauru       | 3 - 1 | Fluminense     | 25-19, 25-18, 19-25, 25-21        |
| 4ª giornata - 25 novembre 2023 Ginásio da Hebraica, Rio de Janeiro        | Fluminense  | 3 - 1 | São Caetano    | 22-25, 25-21, 25-16, 25-17        |
| 5ª giornata - 2 dicembre 2023 Ginásio da Hebraica, Rio de Janeiro         | Fluminense  | 1 - 3 | Rio de Janeiro | 29-27, 15-25, 22-25, 20-25        |
| 6ª giornata - 9 dicembre 2023 Ginásio Professor José Liberatti, Osasco    | Osasco      | 3 - 1 | Fluminense     | 29-27, 22-25, 25-21, 25-23        |
| 7ª giornata - 29 novembre 2023 Ginásio da Hebraica, Rio de Janeiro        | Fluminense  | 3 - 2 | Minas          | 22-25, 27-25, 25-21, 22-25, 15-8  |
| 8ª giornata - 18 novembre 2023 Ginásio Oranides do Nascimento, Uberlândia | Praia Clube | 3 - 1 | Fluminense     | 25-17, 25-17, 24-26, 25-11        |
| 9ª giornata - 6 gennaio 2024 Ginásio da Hebraica, Rio de Janeiro          | Fluminense  | 3 - 0 | Blumenau       | 25-22, 25-15, 25-19               |
| 10ª giornata - 9 gennaio 2024 Ginásio Sesi Taguatinga, Brasilia           | Brasília    | 1 - 3 | Fluminense     | 24-26, 28-26, 22-25, 15-25        |
| 11ª giornata - 19 dicembre 2023 Ginásio Francisco Bueno Neto, Maringá     | Amavolei    | 2 - 3 | Fluminense     | 20-25, 24-26, 25-19, 25-18, 14-16 |

#### Girone di ritorno
| 12ª giornata - 17 gennaio 2024 Ginásio da Hebraica, Rio de Janeiro         | Fluminense     | 0 - 3 | Barueri     | 27-29, 16-25, 22-25               |
| 13ª giornata - 26 gennaio 2024 Ginásio Henrique Villaboim, San Paolo       | Pinheiros      | 1 - 3 | Fluminense  | 26-24, 25-23, 22-25, 25-22        |
| 14ª giornata - 1º febbraio 2024 Ginásio da Hebraica, Rio de Janeiro        | Fluminense     | 3 - 1 | Bauru       | 25-20, 22-25, 25-15, 25-22        |
| 15ª giornata - 7 febbraio 2024 Ginásio Milton Feijão, São Caetano do Sul   | São Caetano    | 0 - 3 | Fluminense  | 12-25, 16-25, 20-25               |
| 16ª giornata - 17 febbraio 2024 Ginásio do Maracanãzinho, Rio de Janeiro   | Rio de Janeiro | 3 - 1 | Fluminense  | 25-23, 25-12, 23-25, 25-16        |
| 17ª giornata - 22 febbraio 2024 Ginásio da Hebraica, Rio de Janeiro        | Fluminense     | 1 - 3 | Osasco      | 15-25, 23-25, 25-14, 17-25        |
| 18ª giornata - 29 febbraio 2024 Arena Juscelino Kubitschek, Belo Horizonte | Minas          | 3 - 1 | Fluminense  | 25-21, 23-25, 25-21, 25-23        |
| 19ª giornata - 10 marzo 2024 Ginásio da Hebraica, Rio de Janeiro           | Fluminense     | 3 - 2 | Praia Clube | 28-26, 19-25, 25-20, 15-25, 15-10 |
| 20ª giornata - 13 marzo 2024 Ginásio Sebastião Cruz, Blumenau              | Blumenau       | 2 - 3 | Fluminense  | 26-24, 26-24, 21-25, 21-25, 12-15 |
| 21ª giornata - 18 marzo 2024 Ginásio da Hebraica, Rio de Janeiro           | Fluminense     | 3 - 2 | Brasília    | 25-18, 19-25, 14-25, 25-21, 15-10 |
| 22ª giornata - 23 marzo 2024 Ginásio da Hebraica, Rio de Janeiro           | Fluminense     | 3 - 0 | Amavolei    | 25-18, 25-23, 25-15               |

#### Play-off scudetto
| Quarti di finale (gara 1) - 27 marzo 2024 Arena Juscelino Kubitschek, Belo Horizonte | Minas      | 3 - 0 | Fluminense | 25-15, 25-17, 28-26 |
| Quarti di finale (gara 2) - 30 marzo 2024 Ginásio da Hebraica, Rio de Janeiro        | Fluminense | 0 - 3 | Minas      | 25-27, 20-25, 22-25 |

### Coppa del Brasile
| Quarti di finale - 22 gennaio 2024 Ginásio Professor José Liberatti, Osasco | Osasco | 2 - 3 | Fluminense | 16-25, 25-17, 22-25, 27-25, 12-15 |
| Semifinale - 2 marzo 2024 Arena Multiuso, São José                          | Minas  | 3 - 1 | Fluminense | 25-20, 25-21, 17-25, 25-16        |

## Statistiche

### Statistiche di squadra
| Competizione      | Punti | In casa | In casa | In casa | In trasferta | In trasferta | In trasferta | Totale | Totale | Totale |
| Competizione      | Punti | G       | V       | P       | G            | V            | P            | G      | V      | P      |
| ----------------- | ----- | ------- | ------- | ------- | ------------ | ------------ | ------------ | ------ | ------ | ------ |
| Superliga Série A | 34    | 12      | 8       | 4       | 12           | 5            | 7            | 24     | 13     | 11     |
| Coppa del Brasile | -     | 0       | 0       | 0       | 1            | 1            | 0            | 2      | 1      | 1      |
| Totale            | -     | 12      | 8       | 4       | 13           | 6            | 7            | 26     | 14     | 12     |

### Statistiche dei giocatori
| Giocatore     | Superliga Série A | Superliga Série A | Superliga Série A | Superliga Série A | Superliga Série A |
| Giocatore     | P                 | PT                | AV                | MV                | BV                |
| ------------- | ----------------- | ----------------- | ----------------- | ----------------- | ----------------- |
| C. Barbosa    | 24                | 190               | 113               | 62                | 15                |
| I. Cosme      | 8                 | 0                 | 0                 | 0                 | 0                 |
| J. da Silva   | -                 | -                 | -                 | -                 | -                 |
| C. Donatiello | 12                | 1                 | 0                 | 1                 | 0                 |
| C. Felix      | 13                | 72                | 47                | 19                | 6                 |
| L. Filomeno   | 8                 | 39                | 26                | 12                | 1                 |
| P. Heldes     | 24                | 31                | 14                | 8                 | 9                 |
| V. Janke      | 23                | 99                | 78                | 14                | 7                 |
| P. Jukoski    | 24                | 146               | 121               | 15                | 10                |
| C. Leite      | 2                 | 0                 | 0                 | 0                 | 0                 |
| P. Mohr       | 14                | 24                | 19                | 5                 | 0                 |
| S. Morete     | 5                 | 4                 | 4                 | 0                 | 0                 |
| L. Moura      | 23                | 0                 | 0                 | 0                 | 0                 |
| M. Ribeiro    | -                 | -                 | -                 | -                 | -                 |
| E. Rodríguez  | 22                | 118               | 103               | 8                 | 7                 |
| D. Seibt      | 13                | 37                | 18                | 17                | 2                 |
| S. Tarraga    | 12                | 0                 | 0                 | 0                 | 0                 |
| A. Teixeira   | 24                | 391               | 317               | 51                | 23                |
| A. Uzelac     | 22                | 408               | 339               | 37                | 32                |

P = presenze; PT = punti totali; AV = attacchi vincenti; MV = muri vincenti; BV = battute vincenti

NB: Non sono disponibili i dati relativi alla Coppa del Brasile e, di conseguenza, quelli totali.